# الأتابكة بني خورشيد
الاتابكة بنو شجاع الدين خورشيد أو الاتابكة بني خورشيد ويسمون كذلك بالاتابكة المُحمديين بني خورشيد.
سلالة مسلمة حكمت بلاد اللور (لورستان) مدة 420 عام تقريباً منذ عام 1184م حتى عام 1598م.
مؤسس هذه الأتابكية القائد شجاع الدين خورشيد الذي خلف الوالي السلجوقي في حكم لورستان، ثم خلفه من بعده في حكم الأتابكية أفراد أسرته بشكل وراثي حتى سقوطها على يد الشاه عباس الأول الصفوي، شاه فارس، عام 1598 للميلاد.
خضعت هذه الأسرة لسلطة المغول المباشرة وكذلك لسلطة الشاهات بنو مظفر وكذلك لسلطات عدة دول متعاقبة حتى السلطة الصفوية، ومن ثم إنتهت الاتابكية الخورشيدية على يد الشاه عباس الأول، أحد شاهات الدولة الصفوية.
خلف الاتابكية بحكم اللُر في نفس عام سقوطها أسرة لُرية من أصول هاشمية بقيادة رئيس تلك الأسرة الحسين خان الأول الأكبر العلوي.
(الحسين خان كان سبط الأتابك جيهانكير أتابك، وجيهانكير أتابك هو والد الأتابك ما قبل الأخير محمدي بك وجد الاتابك الأخير شاهوردي خان وسليل العائلة الخورشيدية).
بوصول الحسين خان للحكم عام 1598م بدأ عهد جديد في بلاد اللور عرف بـ(عهد الولاة الفيليين).

## الأتابك
أتابك (الأصل آتا= أبٌ، بك= سيد).
لقب تركي أطلقه السلاجقة على بعض رجال البلاط والوزراء وقادة الجيوش، ويعني القائد أو الحاكم العسكري.
أول من لقب بهذا اللقب كان نظام الملك وزير السلطان ملك شاه السلجوقي.
بعد انهيار حُكم السلاجقة تمكن بعض هؤلاء الأتابكة من السيطرة على الحكم في القرن 12 للميلاد في بلاد فارس وبلاد الشام مؤسسين بذلك دول مستقلة ذات حكم وراثي ملكي أو سلطاني، أشهرهم أتابكة أذربيجان وفارس وسلالة بوري بن طغتكين في دمشق والزنكيون في الموصل والشام والاتابكة بنو خورشيد في لورستان.

## السلالة الخورشيدية
تنقسم السلالة الأتابكية الخورشيدية إلى عهدين أو أسرتين، الأسرة الأولى هي الأسرة الخورشيدية (1184م-1308م)، أما الأسرة الثانية هي الأسرة الحسينية (1308م-1598م).

### الأسرة الأولى (الأسرة الخورشيدية)
بدأ عهد هذه الأسرة بتولي الأتابك الأول شجاع الدين خورشيد حكم بلاد اللور عام 1184م ثم توالى على حكم لرستان أفراد عائلته من أبناء شقيقه الأمير نور الدين محمد خورشيد ثم أحفاده من ابنه الأمير بدر الدين خورشيد (أحفاد شجاع الدين خورشيد من أبنه بدر الدين)، انتهى حُكم هذه الأسرة بوفاة الأتابك عز الدين محمد بن الأتابك عز الدين حسين بن الأتابك بدر الدين مسعود بن الأمير بدر الدين خورشيد بن الأتابك المؤسس شجاع الدين خورشيد أتابك عام 1307م، وذلك بسبب عدم وجود وريث للأتابك عز الدين محمد.

### الاسرة الثانية (الأسرة الحسينية)
بعد وفاة الحاكم عز الدين محمد من دون أن يُخلف وريث شرعي على عرشه، حيث لم يرزق بأولاد، تولت الحكم خلفاً له زوجته السلطانة (دولت خاتون).
تُعتبر دولت خاتون المرأة الأولى والوحيدة التي حكمت بلاد اللور فعلياً، إلا أن حكمها لم يدوم إلا عدة أشهر، حيث حل الاضطراب في أرجاء المملكة اللُرية، فتنازلت دولت خاتون عن الحكم لشقيقها عز الدين الثالث.
وقد قيل أنها لم تتنازل بسبب الاضطرابات فقط بل بسبب زواجها من أتابك بنو هزارسب (الاتابك يوسف شاه) أيضاً.
بتولي عز الدين حسين الثالث للحكم، بدأ جيل جديد من الأسرة الخورشيدية بالحكم، وقد سُمي بـ(الأسرة الحسينية)، وقد سُميت بهذا الاسم نسبةً لأول حُكامها (عز الدين حسين الثالث).
أغلب المصادر التاريخية، تُرجع نسب الأسرة الحُسينية إلى فرع من الأتابكة بني خورشيد، وهو الفرع الذي انحدر من نسل الأمير (شرف الدين تهُتمَن) الذي يكون أحد أبناء بدر الدين بن الأتابك شجاع الدين خورشيد.
انتقال السلطة الخورشيدية من عز الدين محمد إلى عز الدين حسين الثالث من خلال دولت خاتون لم يُكن ذا تأثير كبير، بل ظل الأتابكة يحكمون بنفس الأسلوب والإدارة تقريباً، بل حتى أن بعض المصادر لم تَتطرق إلى تقسيم السلالة الخورشيدية إلى أسرة أولى وأسرة ثانية بل اعتبرتها سلالة واحدة، حيث أن هذا التقسيم ذُكِر في عدد قليل من المصادر، مثلاً تم ذكره في كتاب شرفنامه الشهير المُؤلف عام 1596م، وذكره كذلك المستشرق النمساوي (إدوارد زامباور)، لذلك تم تقسيم السلالة الخورشيدية إلى اسرتين لأن هذا التقسيم قد تم ذكره في مصادر موثوقة للغاية رغم قلتها مثل المصدرين المذكورين أعلاه.
إنتهى عهد الأسرة الحسينية (الأسرة الثانية) وعهد الاتابكية الخورشيدية عموماً بأعدام الأتابك الخورشيدي الخامس والعشرين والأخير شاهوردي خان على يد الشاه عباس الأول شاه الدولة الصفوية عام 1598م.

## فترات الاتابكية

### فترة الدولة العباسية
بدأت حكومات الاتابكة تظهر وتستقل حين انهارت السلطات السلجوقية بالتدريج في العراق ومن ثم في إيران، وذلك خلال فترة حكم الخليفة العباسي (الناصر لدين الله)، الذي تمكن من إبعاد كافة أشكال التبعية عن بلاد الرافدين، وتمكن من إسترجاع بعضاً من هيبة الدولة العباسية، وبالرغم ذلك فلم تشمل سلطة الدولة العباسية سوى بلاد الرافدين وبعضاً من الأراضي المحيطة بتلك البلاد، وخصوصاً بعد أن تم إنهاك الدولة العباسية بالتبعيات المتعاقبة مثل الدولة البويهية والدولة السلجوقية، وبعد سقوط تلك الدول استقلت بعض الأنحاء البعيدة عن مقر الخليفة بالحكم، ورغم ذلك ظلت بعض تلك الكيانات رغم قوتها العسكرية تابعة لحُكم الخليفة، مثل الدولة الزنكية في بلاد الشام واتابكية بنو خورشيد في لرستان واتابكية بنو هزارسب في جنوب إيران (مدينة ايذج).
أما الاتابكية الخورشيدية فكانت تابعة للدولة العباسية أيام الاتابك الأول شجاع الدين خورشيد، ولكن حَدثت فيما بعد خلافات بين الأتابك والعباسيين، وقد إنتهت تلك الخلافات لصالح العباسيين، فعادت الاتابكية تابعة بشكل شبه مباشر لحكم العباسيين بضع عقود أخرى.
حُكام هذه الفترة: شجاع الدين خورشيد أتابك.

### فترة ضعف الدولة العباسية(فترة شبه الاستقلال)
بعد أن توفي شجاع الدين خورشيد عن عمر ناهز المئة عام، خلفه في حُكم الممالك اللُرية أبناء شقيقه الأمير نور الدين محمد ثم من بعدهم أحفاده (أبناء إبنه وولي عهده الأمير بدر الدين بن شجاع الدين خورشيد)، خلال فترة حكم هؤلاء الاتابكة المُمتد قرابة قرن من الزمان، ضَعفت الدولة العباسية ووهِن حُكمها، لدرجة أصبحت سلطة الخليفة العباسي لا تتعدى ضواحي المدينة المدورة (بغداد)، فاستقلت الدول الإسلامية المُحيطة بالدولة العباسية بشكل تلقائي بحكم الأمر الواقع.
ورغم ذلك، انتشرت بعض الفوضى في تلك الدول المُستقلة بما فيها الاتابكية الخورشيدية، التي عمها الاضطراب بسبب حصول حروب أهلية متعاقبة بين الاتابكة الخورشيديين نفسهم للاستيلاء على الحُكم، إنتهت هذه الفترة بتسلم سادس الأتابكة بدر الدين مسعود للحكم.
حُكام هذه الفترة:
1. سيف الدين رُستم.
2. شرف الدين أبو بكر.
3. عز الدين كرشاسب (كرشاسف).
4. حُسام الدين خليل.

### فترة وصاية السلطات المغولية
بدأت هذه الفترة عام 1340م تقريباً بعد أن دخل الاتابك الخورشيدي السادس بدر الدين مسعود تحت وصاية المغول بعد احتلالهم خراسان وكل بلاد ماوراء النهر، ومن ثم شارك هذا الأتابك في المعارك ضد الدولة العباسية ثأراً. استمرت الاتابكية الخورشيدية تحت وصاية سلطات المغول المتعاقبة قرابة 160 عام.
كانت سلطة المغول تقوى على حكام الاتابكية وتضعف في بعض الأحيان بشكل متذبذب وذلك حسب قوة المغول في المنطقة وكذلك حسب قوة الاتابك العسكرية وقوة حُلفائه.
إنتهت هذه الفترة بمقتل الاتابك عز الدين ملك الرابع عام 1401م على يد السُلطات المغولية. وتعتبر هذه الفترة من أطول الفترات التي مرت على هذه الإمارة.
حُكام هذه الفترة:
1. بدر الدين مسعود.
2. تاج الدين شاه.
3. فلك الدين حسن/عز الدين حسين (حُكم مشترك).
4. جمال الدين خضر.
5. حسام الدين عمر بيك (فترتان منفصلتان).
6. صمصام الدين محمود.
7. عز الدين محمد.
8. دولت خاتون.
9. عز الدين حسين الثالث (بداية عهد الأسرة الحسينية).
10. شجاع الدين محمود.
11. عز الدين ملك الرابع.

### فترة الحروب والغارات (فترة الاستقلال عن المغول)
بدأت هذه الفترة عام 1401م بعد أن أعدم المغول الأتابك عز الدين ملك الرابع بشكل علني وذلك لكثرة الخلافات بين الأسرة الخورشيدية الحاكمة والمغول.
قبل إعدام الاتابك عز الدين ملك، هرب ابنه وولي عهده (سيدي أحمد أتابك) إلى الوديان وقمم الجبال (جبال كوركوه)، وأصبح يقوم بغارات من هناك، إلا أن والده الاتابك أعُدم على يد المغول، فإنتقل الحُكم إلى أبنه سيدي أحمد أتابك إلا أن حُكمه لم يكن فعلي، بل عسكري وحربي فقط، حيث أصبح يغير ويهجم على معسكرات المغول بين فترة وأخرى، ولم يتمكن من تأسيس حكومته إلا بحلول عام 1408م.
وبعد وفاته خلفه شقيقه شاه حسين بالقيادة وأستمر بالقيام بنفس الغارات.
وبمقتل هذا الأتابك على يد المغول التيموريين عام 1468م، إنتهت هذه الفترة التي استمرت قرابة 67 عام.
حُكام هذه الفترة:
1. سيدي أحمد أتابك.
2. شاه حسين أتابك.

### الفترة الصفوية (فترة وصاية الدولة الصفوية)
بدأت هذه الفترة حين تولى الحُكم الأتابك شاه رستم الأول عام 1468م تقريباً في العاصمة اللُرية خرم آباد خلفاً لوالده شاه رستم، حيث أعلن ولائه لأول شاهات الدولة الصفوية (الشاه إسماعيل الأول الصفوي).
تتميز هذه الفترة بأنها مُتقطعة (من حيث تبعية الاتابكية للدولة الصفوية) وخصوصاً خلال حُكم آخر اثنان من السلالة الخورشيدية (محمدي بك أتابك وابنه شاهوردي خان).
حُكام هذه الفترة:
1. شاه رستم الأول.
2. اوغور أتابك.
3. جيهانكير أتابك (تبعية بشكل متقطع).
4. شاه رستم الثاني.
5. محمدي بك أتابك (تبعية بشكل متقطع).
6. شاهوردي خان (حُكم وتبعية بشكل متقطع).

### الفترة العثمانية (فترة وصاية الدولة العثمانية)
تزامنت هذه الفترة مع أواخر الفترة الصفوية وإنتهت بانتهائها، وتتميز بأنها متقطعة كذلك بالتبعية، وذلك بسبب المعارك بين الدولة العثمانية والدولة الصفوية على الحدود العربية الفارسية التي تقع الاتابكية بالقرب منها.
حُكام هذه الفترة:
1. محمدي بيك أتابك (بشكل متقطع).
2. شاهوردي خان (بشكل متقطع).

## قائمة الاتابكة الخورشيديين
هذه قائمة خاصة بحُكام لرُستان من الخورشيديين بدءاً من الاتابك الأول شجاع الدين أبن أبي بكر خورشيد الذي وصل للحكم بمباركة من الخليفة العباسي في بغداد حتى سقوط وإعدام الحاكم الأخير شاهوردي خان خورشيد من قِبل الشاه عباس الأول شاه الدولة الصفوية عام 1598م.
| الحاكم                                         | الفترة                 | العلاقة مع سلفه                             | مُلاحظات |
| ---------------------------------------------- | ---------------------- | ------------------------------------------- | --- |
| شجاع الدين خورشيد                              | نهاية القرن الثاني عشر | (مؤسس الدولة)                               | •أبن أبي بكر بن محمد بن خورشيد. •تولى الحكم عام 1184م وبذلك يُعتبر أول حُكام اتابكية بني خورشيد. •خلال حُكمه حصلت خلافات بينه وبين الخليفة العباسي الناصر لدين الله، وإنتهت تلك الخلافات لصالح العباسيين. •قاد العديد من المعارك في أنحاء لورستان. •توفي عام 1224م عن عمر ناهز 100 عام. |
| سيف الدين رستم                                 | القرن الثالث عشر       | أبن أخ                                      | •أبن الأمير نور الدين محمد (أبن شقيق شجاع الدين خورشيد). •أستلم الحكم عام 1224م خلفاً لعمه. •كانت لرُستان على عهده مزدهرة الا أنه قامت حركة معارضة وتمرد ضده داخل البلاد بقيادة بعض أفراد الأسرة الحاكمة وذلك لأنه قتل ولي العهد الشرعي الأمير بدر الدين بن شجاع الدين خورشيد في أواخر حياة الحاكم شجاع الدين ليخلفه بالحكم. •بعد فترة قُتل على أثر اشتداد حركة التمرد التي قامت ضده في العاصمة خرم آباد. |
| شرف الدين أبو بكر                              | القرن الثالث عشر       | شقيق                                        | •أبن الأمير نور الدين محمد (أبن شقيق شجاع الدين خورشيد). •خلف شقيقه سيف الدين رستم بالحكم بعد أن شارك في حركة التمرد التي قامت ضده في العاصمة والتي قُتل الاتابك سيف الدين على إثرها (رغم أنه كان من المعارضين لقتله). •توفي بعد فترة وقيل قُتل بالسُم. |
| عز الدين كرشاسب                                | القرن الثالث عشر       | شقيق                                        | •أبن الأمير نور الدين محمد (أبن شقيق شجاع الدين خورشيد). •خلف شقيقه شرف الدين أبو بكر بالحكم. •نشبت في لرستان على عهده حرب أهلية كبيرة إنتهت بالسِلم. •تنازل عن العرش بعد انتهاء الحرب لمنافسه وقريبه حُسام الدين خليل (حفيد عمه الاتابك شجاع الدين خورشيد). • قُتل بعد تنازله عن العرش بفترة نتيجة مؤامرة داخل العائلة المالكة. |
| حسام الدين خليل                                | القرن الثالث عشر       | أبن أبن عم                                  | •أبن الأمير بدر الدين بن شجاع الدين خورشيد. •تولى الحكم بدلاً من أبن عم والده (الاتابك عز الدين) بعد أن أجبره على التنازل عن الحكم. •كان عهده عهد اقتتال وحروب داخلية وأهلية خصوصاً مع قريبه حاكم كرُدستان (سليمان شاه). •قُتل عام 1238م في إحدى معاركه مع الأكراد بقيادة سليمان شاه. |
| بدر الدين مسعود                                | القرن الثالث عشر       | شقيق                                        | •أبن الأمير بدر الدين بن شجاع الدين خورشيد. •خلف شقيقه حسام الدين خليل بالحكم عام 1238م. •أول أتابك يدخل تحت وصاية خان المغول. •شارك مع هولاكو خان في حروبه ضد الدولة العباسية وحُلفائها. •كان حكمه يتسم بشيء من العدل والازدهار. •توفي عام 1261م بعد حُكم دام 16 عاماً. |
| تاج الدين شاه                                  | القرن الثالث عشر       | أبن أخ                                      | •أبن الاتابك حسام الدين خليل. •نصبه المغول حاكماً عام 1261م خلفاً لعمه بدر الدين بعد عدة نزاعات مع أبناء عمه. •أعُدم بأمر خان المغول بعد فترة حكم دامت 17عام. |
| فلك الدين حسن وعز الدين حسين الأول (حكم مشترك) | القرن الثالث عشر       | أبناء عم                                    | •ابنا الاتابك بدر الدين مسعود. •خلف الشقيقان فلك الدين وعز الدين أبن عمهما تاج الدين بالحُكم بشكل مشترك بأمر اليخان المغول. •كانت لرستان على عهدهم مستقرة ومزدهرة، وذات قوة عسكرية، حتى شملت حدودها أقاليم وولايات واسعة. •توفيا معاً عام 1293م. |
| جمال الدين خضر                                 | نهاية القرن الثالث عشر | أبن أبن عم                                  | •أبن الاتابك تاج الدين شاه. •خلف قريبيه فلك الدين وعز الدين بالحكم عام 1293م. •لم يدوم حُكمه أكثر من عام واحد بسبب خروج قريبه حسام الدين عمر بيك عليه. •قُتل عام 1294م على يد بعض المغول المتحالفين مع حسام الدين عمر. |
| حسام الدين عمر بيك (الفترة الأولى)             | نهاية القرن الثالث عشر | أبن عم (من الدرجة الرابعة تقريباً)           | •حفيد الامير شرف الدين تهُتمَن (شرف الدين هو أحد أحفاد الاتابك الأول شجاع الدين خورشيد الذين لم يتولوا الحُكم). •لم يدم له الحكم سوى عدة أشهر بسبب ظهور عدة معارضين لحكمه من الأسرة الحاكمة ونشوب حرب أهلية لإنزاله عن العرش. •تنازل عن الحكم بعد خسارته الحرب وهرب إلى مكة المكرمة. |
| صمصام الدين محمود                              | نهاية القرن الثالث عشر | أبن عم (من الدرجة الرابعة تقريباً)           | •أبن الأمير نور الدين محمد بن الاتابك عز الدين كرشاسب. •خلف قريبه حسام الدين بالحُكم بعد أن أجُبر حسام الدين على التنازل عن العرش. •أراد أن يتقدم بالوضع في بلاد اللور نحو السلم والازدهار لكن لم يدوم حكمه سوى عدة شهور (أقل من عام واحد). •قُتل عام 1296م على يد عدد من المتمردين. |
| حسام الدين عمر بيك (الفترة الثانية)            | نهاية القرن الثالث عشر | أبن عم (من الدرجة الرابعة تقريباً)           | •عاد من مكة المكرمة في فترة حكم صمصام الدين ونظم فِرقاً من المسلحين لاسترجاع الحُكم. •تمكن المتمردين التابعين له من قتل صمصام الدين غيلة في إحدى المعارك ليخلفه بالحكم. •تم إعدامه بعد عدة أسابيع فقط بأمر من الأليخان المغولي. |
| عز الدين محمد الثاني                           | القرن الرابع عشر       | أبن عم (من الدرجة الرابعة تقريباً)           | •ابن الاتابك عز الدين حسين. •تولى الحكم شاباً تحت وصاية عدد من رجال الدولة. •تعرضت دولته لتمرد من قبل أبن عمه الأمير بدر الدين بن الاتابك فلك الدين حسن. • توفي عام 1307م. |
| دولت خاتون أتابك                               | القرن الرابع عشر       | زوجة (ومحتمل بنت عم من نفس السلالة الحاكمة) | •زوجة الاتابك عز الدين محمد. •خلفت زوجها عز الدين محمد بعد وفاته لعدم وجود وريث لعرشه. •المرأة الأولى والوحيدة في العائلة الحاكمة (أسرة الولاة وأسرة الاتابكة) التي تولت حكم بلاد اللور بشكل رسمي. •فقدت الاتابكية في أيامها ازدهارها وتمرد عدد من رجال الدولة وحُكام المقاطعات على السلطة الخورشيدية. •تنازلت عن العرش بعد عدة شهور لصالح شقيقها عز الدين حسين. |
| عز الدين حسين الثالث                           | القرن الرابع عشر       | شقيق                                        | •تولى الحكم بعد أن تنازلت شقيقته دولت خاتون له عن العرش. •بتوليه الحكم انتهى العهد الأول من حكم اتابكية بني خورشيد (عهد الأسرة الخورشيدية) وبدأ العهد الثاني (عهد الأسرة الحسينية) التي سميت بهذا الاسم نسبة إليه. •توفي عام 1320م بعد حكم دام 14 عام تقريباً. |
| شجاع الدين محمود                               | القرن الرابع عشر       | نجل                                         | •أبن الاتابك عز الدين حسين. •خلف والده الاتابك بالحكم عام 1320م. •يُعتبر أول أتابك يخلف والده بالحكم مباشرةً دون أن يخلف عمه أو أبن عمه. •كان حُكمه يتسم بالشدة والاستبداد. •قُتل عام 1349م بعد أن تمرد الشعب عليه، وقيل قُتل على يد بعضاً من خدمه غدراً خلال فترة التمرد. |
| عز الدين ملك الرابع                            | القرن الرابع عشر       | نجل                                         | •أبن الاتابك شجاع الدين محمود. •خلف والده شجاع الدين بالحكم عام 1349م وهو بعمر 12 عاماً فقط تحت وصاية رجال الدولة. •يُعتبر الاتابك الوحيد الذي خضع للسلطة المغولية التيمورية بالتحديد، وآخر أتابك يخضع للوصاية المغولية عموماً. •أصبحت لرستان في عهده ذات وضع اقتصادي جيد بفضل التحالفات التي عقدها الاتابك مع حكام وسلاطين العراق وإيران، ورغم ذلك انتشرت الفوضى والاضطراب في ارجاء البلاد فيما بعد. •استغل تيمورلنك الأوضاع وقام بمحاصرة لرُستان ثم احتلالها عام 1388م وقام بتخريبها وحرق قرُاها واسُر الاتابك ثم تم نفيه إلى العاصمة المغولية سمرقند. •بعد 3 سنوات أعُيد الاتابك إلى منصبه الا أن المغول وجهوا له اتهامات بشق عصا الطاعة والتمرد على سُلطتهم فيما بعد، فتم إعدامه عام 1401م. |
| سيدي أحمد أتابك                                | القرن الخامس عشر       | نجل                                         | •أبن الاتابك عز الدين ملك. •أول أتابك خرج من وصاية السلطات المغولية المتعاقبة منذ 160 عام تقريباً. •حَكم لرستان من أعالي الجبال والوديان البعيدة (جبال كوركوه) بعد أن فر إليها نتيجة فتك المغول بالقادة اللر في مدينة خرم آباد. •كان حكمه عسكرياً وحربياً فقط حيث شَدد غاراته على المغول وخصوصاً بعد أن سمع بنبأ إعدام والده. •إنتهى حكمه بوفاته عام 1412م. |
| شاه حسين أتابك                                 | القرن الخامس عشر       | شقيق                                        | •أبن الاتابك عز الدين ملك. •خلف شقيقه سيد أحمد بالقيادة عام 1412م. •وسع رقعة سيطرته، وأغار على العديد من الأقاليم مثل أصفهان وهمدان. •قُتل في إحدى المعارك على يد أحد حكام المناطق والأقاليم في ولاية همدان مع 500 شخص من أتباعه وأفراد حكومته عام 1468م. |
| شاه رستم الأول                                 | القرن الخامس عشر       | نجل                                         | •أبن الاتابك شاه حسين. •تولى الحكم عام 1468م خلفاً لوالده. •استقر له الحكم في العاصمة خرم آباد بعد أن عقد صلح مع الشاه إسماعيل الصفوي. •يُعتبر أول أتابك خضع للوصاية الصفوية. •وافاه الأجل بعد أن أستقر له حُكم لرُستان عدة عقود. |
| أوغور شاه أتابك                                | القرن السادس عشر       | نجل                                         | •أبن الاتابك شاه رستم الأول. •خلف والده شاه رستم بالحكم. •استمرت الاتابكية خلال فترة حكمه كأراضي تابعة للتاج الصفوي. •انقلب عليه شقيقه الأمير جيهانكير، فخاض الشقيقان حرباً، إنتهت بمقتل أوغور أتابك عام 1534م. |
| جيهانكير شاه أتابك                             | القرن السادس عشر       | شقيق                                        | •أبن الاتابك شاه رستم الأول. •تولى الحكم عام 1534م تقريباً بعد أن قام بانقلاب عسكري ضد شقيقه اوغور. •أعُدم عام 1542م بأمر من شاه إيران بعد انتهاء الحرب. |
| شاه رستم الثاني                                | القرن السادس عشر       | نجل                                         | •أبن جيهانكير أتابك. •لم يتولى الحُكم لعدة سنوات، حيث وضعه شاه إيران (طهماسب الأول) تحت الإقامة الجبرية قرب العاصمة الصفوية بعد وفاة والده. •بعد عدة سنوات، قام الصفويين بإطلاق سراحه ونصبوه حاكماً على لرستان. •بعد فترة نشبت حرب داخلية بين الاتابك وشقيقه الامير مُحمدي، فتقسمت لرستان بينهما، الجزء الأكبر والذي كانت تقع العاصمة خرم آباد ضمنه تم منحه للاتابك شاه رستم الثاني. •عام 1579م انقلب الأمير محمدي على شقيقه شاه رستم الثاني، فأجبره على الهروب وترك الحكم. |
| محمدي بك أتابك                                 | القرن السادس عشر       | شقيق                                        | •أبن جيهانكير أتابك. •تولى الحكم عام 1579م بعد أن قام بانقلاب ضد شقيقه الشاه رستم الثاني. •خضع للسلطتين العثمانية والصفوية بالتناوب عدة مرات ويُعتبر أول أتابك خضع للسلطة العثمانية. •توفي عام 1584م تقريباً. |
| شاهوردي خان                                    | القرن السادس عشر       | نجل                                         | •انتخبه الأعيان لتولي الحكم عام 1584م تقريباً خلفاً لوالده. •تميز عهده بشيء من القوة العسكرية والازدهار. •فقد سلطته لفترة من الزمن بعد خلافه مع شاه إيران. •أعيدت له السلطة، لكن ظهرت خلافات كثيرة بينه وبين الشاه الصفوي عباس الأول مرة أخرى فقامت بينهم حروب إنتهت بهزيمة شاهوردي خان، فتم إعدامه في لورستان مع أحد أبناءه عام 1598م، وبمقتله إنتهت الاتابكية الخورشيدية بعد فترة حُكم دامت أربع قرون وعدة عقود. |

## مصاهرات السلالة الخورشيدية مع العائلات الحاكمة المجاورة
طول المدة التي حكم خلالها الأتابكة وموقعهم الإستراتيجي المهم في المنطقة، جعلهم يتصاهرون ويعقدون الزيجات مع العديد من العوائل الحاكمة المحلية أو المشهورة، أما للانضمام تحت راية تلك الأسر أو تجنباً لخطر التعرض للسقوط على يد الحكام الآخرين، فجعلت هذه الزيجات العائلة الخورشيدية من أعرق العوائل في المنطقة وأطولها مدة بالحكم.
أول تلك الزيجات التي تم ذكرها تأريخياً هي زواج الأتابك الثالث شرف الدين أبو بكر (أبن شقيق الأتابك شجاع الدين خورشيد) من الأميرة (ملكة خاتون) التي تكون شقيقة القائد العباسي (شهاب الدين سليمان شاه) الذي قتله المغول خلال أحداث سقوط بغداد (1258).
بعد وفاة شرف الدين أبو بكر، تزوج كذلك شقيقه وخليفته الأتابك الرابع (عز الدين كرشاسب) من أرملة شقيقه المتوفى (ملكة خاتون) حتى تم اغتياله بمؤامرة داخل الأسرة الحاكمة.
الزيجة الأخرى التي يذكرها التاريخ هي تزوج السلطانة دولت خاتون أخت الأتابك عز الدين الثالث بالأتابك يوسف شاه (أحد حكام بنو هزارسب)، وقد قيل أن هذه الزيجة هي سبب تخلي دولت خاتون عن حكم الاتابكية الخورشيدية.
أما الزيجات الأخرى فقد حدثت بعد مرور عدة عقود، وتحديداً خلال عهد الأتابك (عز الدين ملك الرابع) الذي تولى الحُكم عام 1349م، فقد عقد تحالفات ومصاهرات عديدة لضمان أمن واستقرار مملكته، فمثلاً عند مرور السلطان جلال الدين شاه شجاع أبن مبارز الدين محمد بن مظفر (ثاني سلاطين الأسرة المظفرية التي حكمت كرمان وخراسان وجزء من عراقي العرب والعجم) في مدينة خرم آباد سنة 785ھ، تم عقد قران الشاه شجاع المظفري على إحدى بنات الأتابك عز الدين ملك، فيما بعد تزوج كذلك عام 1383م حاكم العراق السلطان أحمد خان جلائر من بنت عز الدين ملك الرابع. (أحمد خان هو حفيد مؤسس الدولة الجلائرية حسن بزرك والذي يكون بدوره من أحفاد قوبلاي خان عن طريق والدته، قوبلاي خان يكون جد أسرة أباطرة يوان الذين حكموا إمبراطورية الصين ما بين عام 1271 إلى عام 1368 ميلادية)
باقي زيجات العائلة الخورشيدية مع العائلات الحاكمة انحصرت في التصاهر مع الأسرة الصفوية، لعل أشهرها زواج بنت الأتابك مُحمدي بأبن شاه إيران محمد خُدابنده (ولي العهد الصفوي حمزة ميرزا)، ثم زواجها مرة أخرى (بعد اغتيال الأمير حمزة) بشقيقه شاه إيران (الشاه عباس الأول بن الشاه مُحمد خُدابنده) سنة 1591م، وكذلك زواج الأتابك الخورشيدي الأخير شاهوردي خان بإحدى أميرات السلالة الصفوية (حفيدة الأمير بهرام ميرزا بن الشاه إسماعيل الأول الصفوي) في نفس العام.
السلالة الصفوية نفسها كانت نتاج زيجات عدة عوائل نبيلة، مثل أسرة الآق قوينلو التركمانية وأسرة (كومنينوس) البيزنطية (التي حكمت القسطنطينية ثم إمبراطورية طرابزون حتى سقوطها على يد محمد الثاني العثماني سنة 1461م، وكانت قد تصاهرت مع العديد من أسر أوروبا الملكية).